# ناچو مونسالو
ناچو مونسالو (انگلیسی: Nacho Monsalve؛ زادهٔ ۲۷ آوریل ۱۹۹۴) بازیکن فوتبال اهل اسپانیا است.
از باشگاه‌هایی که در آن بازی کرده‌است می‌توان به باشگاه فوتبال رایو وایکانو، باشگاه فوتبال اتلتیکو مادرید، باشگاه فوتبال اتلتیکو مادرید بی، و باشگاه فوتبال دپورتیوو لاکرونیا اشاره کرد.